# Motorjet
Motorjet (tudi Thermojet) je tip reaktivnega motorja, ki nima turbine. Namesto turbine motorjet uporablja batni motor, ki poganja kompresor, stisnjeni zrak potuje v zgorevalno komoro kjer se doda gorivo in mešanica se vžge. Ekspandirajoči plini potem ustvarjajo potisk. 
Motorjeti so v praksi zelo redki, večinoma se uporabljajo turbinski motorji ali pa samo batni motorji.
Prvi tak motor je že leta 1908 predlagal francoski inženir René Lorin.Leta 1927 se je na patentu, ki ga je vložil J.H. Harris of Esher pojavil termin motorjet.